# Callopistria scriptiplena
Callopistria scriptiplena är en fjärilsart som beskrevs av Walker 1862. Callopistria scriptiplena ingår i släktet Callopistria och familjen nattflyn. Inga underarter finns listade i Catalogue of Life.